# El Amin Chentouf
El Amin Chentouf, né le 8 juin 1981, est un athlète marocain, champion paralympique du 5 000 mètres aux Jeux d'été de 2012.

## Biographie
Il participe pour la première fois aux Jeux paralympiques, avec la délégation marocaine, lors des Jeux d'été de 2012 à Londres. Déficient visuel, il s'engage dans trois épreuves en course de demi-fond : le 800m catégorie T12, le 1 500m T13, et le 5 000m T12. Au 800m, il termine quatrième sur cinq dans sa série, en 2:13.81, et ne se qualifie pas pour la finale. Au 1 500m, courant contre des athlètes qui ont un moindre handicap visuel, il est premier de sa série (sur onze), avec un nouveau record personnel en 3:52.77. En finale, il ne termine toutefois que dixième (sur douze), en 4:00.43. Au 5 000m, il remporte la médaille d'or, avec un nouveau record du monde en 13:53.76, plus de vingt-six secondes devant le Tunisien Abderrahim Zhiou (médaille d'argent). Sa performance est l'une des plus remarquées des Jeux ; il améliore de 30 secondes le record du monde, et se place à tout juste une minute du record du monde des valides,,.
Lors des Championnats du monde d'athlétisme handisport 2013, à Lyon, il remporte trois médailles d'or, dominant les épreuves de course de fond en catégorie T12. Ainsi, il remporte l'épreuve du 5 000m en 14:32.27 ; du 10 000m, avec un nouveau record du monde, en 29:38.85 ; et du marathon, en 2:29:47.
Il est médaillé d'or du 1 500 mètres pour aveugles aux Jeux mondiaux militaires de 2019 à Wuhan.
Le Marocain El-Amin Chentouf a remporté le marathon T12 aux Jeux paralympiques de Tokyo.
Chentouf a terminé avec un temps de 2h 21:43, un nouveau record paralympique.